# Euroligue de basket-ball 1996-1997
Navigation
Édition précédente Édition suivante
L'Euroligue de basket-ball 1996-1997 est la 40e édition de l'Euroligue masculine, compétition qui rassemble les meilleurs clubs de basket-ball du continent européen. L'édition 1996-1997 met aux prises 24 équipes. Il s'agit de la première édition où la compétition prend le nom d'Euroligue.

## Principe
L’édition 1996-1997 met aux prises 24 équipes. Lors du premier tour, ces vingt-quatre équipes sont réparties en quatre groupes de six. Lors du deuxième tour, chaque groupe est modifié : les trois derniers des groupes A et B et C et D se croisent et constituent de nouveaux groupes, E, F, G, H. Les trois premiers de chacun de ces groupes affrontent alors uniquement ces trois nouvelles équipes en matchs aller-retour lors de ce deuxième tour. Les résultats du premier tour sont conservés. Les quatre premiers sont qualifiés pour les playoffs. Les huitièmes de finale et les quarts de finale se jouent au meilleur des trois matchs, le Final Four se déroulant sur terrain neutre sur un match sec pour les demi-finales et la finale.

## Déroulement

### 1ertour
Le premier tour se déroule du 19 septembre au 12 décembre 1996.

#### Groupe A
| Rang | Équipe           | Pts | J  | G | P | Pp  | Pc  | Diff |  | Résultats (dom.\ext.) |       |       |       |       |       |       |
| ---- | ---------------- | --- | -- | - | - | --- | --- | ---- |  | --------------------- | ----- | ----- | ----- | ----- | ----- | ----- |
| 1    | Stefanel Milan   | 17  | 10 | 7 | 3 | 775 | 727 | 48   |  | Stefanel Milan        |       | 87-74 | 85-88 | 67-65 | 79-66 | 90-66 |
| 2    | CSKA Moscou      | 16  | 10 | 6 | 4 | 761 | 734 | 27   |  | CSKA Moscou           | 70-55 |       | 89-80 | 71-76 | 74-65 | 96-66 |
| 3    | Maccabi Tel Aviv | 16  | 10 | 6 | 4 | 755 | 734 | 21   |  | Maccabi Tel Aviv      | 78-68 | 77-78 |       | 71-65 | 69-77 | 69-57 |
| 4    | Ülker Istanbul   | 14  | 10 | 4 | 6 | 767 | 766 | 1    |  | Ülker Istanbul        | 67-73 | 73-76 | 84-80 |       | 99-91 | 87-69 |
| 5    | Limoges          | 14  | 10 | 4 | 6 | 757 | 788 | -31  |  | Limoges               | 74-85 | 83-66 | 62-69 | 84-80 |       | 78-75 |
| 6    | Panionios        | 13  | 10 | 3 | 7 | 729 | 795 | -66  |  | Panionios             | 79-86 | 72-67 | 69-74 | 84-71 | 92-77 |       |

#### Groupe B
| Rang | Équipe                 | Pts | J  | G | P  | Pp  | Pc  | Diff |  | Résultats (dom.\ext.)  |       |        |       |       |       |       |
| ---- | ---------------------- | --- | -- | - | -- | --- | --- | ---- |  | ---------------------- | ----- | ------ | ----- | ----- | ----- | ----- |
| 1    | Teamsystem Bologne     | 17  | 10 | 7 | 3  | 773 | 742 | 31   |  | Teamsystem Bologne     |       | 100-86 | 54-66 | 82-72 | 81-72 | 87-78 |
| 2    | Estudiantes Argentaria | 16  | 10 | 6 | 4  | 798 | 821 | -23  |  | Estudiantes Argentaria | 66-75 |        | 78-71 | 82-75 | 87-78 | 94-72 |
| 3    | Cibona Zagreb          | 16  | 10 | 6 | 4  | 713 | 679 | 34   |  | Cibona Zagreb          | 64-72 | 81-66  |       | 78-68 | 63-61 | 75-66 |
| 4    | Alba Berlin            | 16  | 10 | 6 | 4  | 755 | 723 | 32   |  | Alba Berlin            | 81-64 | 78-79  | 79-71 |       | 62-61 | 94-73 |
| 5    | Olympiakós             | 15  | 10 | 5 | 5  | 770 | 711 | 59   |  | Olympiakós             | 96-80 | 110-78 | 62-61 | 64-67 |       | 87-60 |
| 6    | Spirou Charleroi       | 10  | 10 | 0 | 10 | 699 | 832 | -133 |  | Spirou Charleroi       | 61-78 | 75-82  | 73-77 | 69-79 | 72-79 |       |

#### Groupe C
| Rang | Équipe                  | Pts | J  | G | P  | Pp  | Pc  | Diff |  | Résultats (dom.\ext.)   |       |       |       |       |       |       |
| ---- | ----------------------- | --- | -- | - | -- | --- | --- | ---- |  | ----------------------- | ----- | ----- | ----- | ----- | ----- | ----- |
| 1    | Panathinaïkós           | 18  | 10 | 8 | 2  | 736 | 693 | 43   |  | Panathinaïkós           |       | 75-67 | 66-72 | 79-75 | 72-50 | 87-79 |
| 2    | Smelt Olimpija          | 17  | 10 | 7 | 3  | 753 | 669 | 84   |  | Smelt Olimpija          | 74-76 |       | 73-60 | 77-65 | 81-53 | 86-70 |
| 3    | ASVEL Lyon-Villeurbanne | 17  | 10 | 7 | 3  | 738 | 718 | 20   |  | ASVEL Lyon-Villeurbanne | 74-80 | 70-69 |       | 91-90 | 78-59 | 72-64 |
| 4    | FC Barcelone            | 14  | 10 | 4 | 6  | 767 | 734 | 33   |  | FC Barcelone            | 77-58 | 70-71 | 78-81 |       | 68-70 | 90-71 |
| 5    | KK Split                | 14  | 10 | 4 | 6  | 630 | 705 | -75  |  | KK Split                | 58-65 | 53-66 | 73-61 | 65-75 |       | 86-79 |
| 6    | Bayer Leverkusen        | 10  | 10 | 0 | 10 | 704 | 809 | -105 |  | Bayer Leverkusen        | 67-78 | 77-89 | 66-79 | 71-79 | 60-63 |       |

#### Groupe D
| Rang | Équipe            | Pts | J  | G | P | Pp  | Pc  | Diff |  | Résultats (dom.\ext.) |       |        |       |       |       |       |
| ---- | ----------------- | --- | -- | - | - | --- | --- | ---- |  | --------------------- | ----- | ------ | ----- | ----- | ----- | ----- |
| 1    | Efes Pilsen       | 18  | 10 | 8 | 2 | 793 | 735 | 58   |  | Efes Pilsen           |       | 93-77  | 75-60 | 78-76 | 69-66 | 87-84 |
| 2    | Partizan Belgrade | 16  | 10 | 6 | 4 | 777 | 762 | 15   |  | Partizan Belgrade     | 76-72 |        | 78-70 | 84-75 | 66-72 | 97-64 |
| 3    | Kinder Bologne    | 15  | 10 | 5 | 5 | 798 | 773 | 25   |  | Kinder Bologne        | 75-89 | 100-83 |       | 86-74 | 93-75 | 89-74 |
| 4    | EB Pau-Orthez     | 15  | 10 | 5 | 5 | 780 | 767 | 13   |  | EB Pau-Orthez         | 80-78 | 73-77  | 89-83 |       | 85-79 | 94-71 |
| 5    | Caja Sevilla      | 14  | 10 | 4 | 6 | 731 | 723 | 8    |  | Caja Sevilla          | 68-70 | 72-67  | 72-64 | 61-69 |       | 91-61 |
| 6    | Dynamo Moscou     | 12  | 10 | 2 | 8 | 711 | 830 | -119 |  | Dynamo Moscou         | 73-82 | 71-72  | 64-78 | 70-65 | 79-75 |       |

### 2etour
Le deuxième tour se déroule du 9 janvier au 20 février 1997.

#### Groupe E
| Rang | Équipe           | Pts | J  | G  | P  | Pp   | Pc   | Diff |  | Résultats (dom.\ext.) |       |       |       |       |       |       |
| ---- | ---------------- | --- | -- | -- | -- | ---- | ---- | ---- |  | --------------------- | ----- | ----- | ----- | ----- | ----- | ----- |
| 1    | Stefanel Milan   | 27  | 16 | 11 | 5  | 1234 | 1175 | 59   |  | Stefanel Milan        |       | 80-91 | 73-71 |       |       | 73-63 |
| 2    | Alba Berlin      | 26  | 16 | 10 | 6  | 1193 | 1167 | 26   |  | Alba Berlin           | 68-78 |       |       | 70-65 | 78-76 |       |
| 3    | Olympiakós       | 25  | 16 | 9  | 7  | 1236 | 1131 | 105  |  | Olympiakós            | 87-84 |       |       | 69-60 | 82-51 |       |
| 4    | Maccabi Tel-Aviv | 25  | 16 | 9  | 7  | 1209 | 1173 | 36   |  | Maccabi Tel-Aviv      |       | 78-62 | 82-78 |       |       | 87-70 |
| 5    | CSKA Moscou      | 24  | 16 | 8  | 8  | 1177 | 1175 | 2    |  | CSKA Moscou           |       | 67-69 | 70-79 |       |       | 80-66 |
| 6    | Spirou Charleroi | 17  | 16 | 1  | 15 | 1123 | 1297 | -174 |  | Spirou Charleroi      | 68-71 |       |       | 90-82 | 67-72 |       |

#### Groupe F
| Rang | Équipe                 | Pts | J  | G  | P  | Pp   | Pc   | Diff |  | Résultats (dom.\ext.)  |       |       |       |       |       |       |
| ---- | ---------------------- | --- | -- | -- | -- | ---- | ---- | ---- |  | ---------------------- | ----- | ----- | ----- | ----- | ----- | ----- |
| 1    | Teamsystem Bologne     | 28  | 16 | 12 | 4  | 1262 | 1163 | 99   |  | Teamsystem Bologne     |       |       |       | 90-76 | 69-61 | 94-58 |
| 2    | KK Cibona Zagreb       | 26  | 16 | 10 | 6  | 1166 | 1126 | 40   |  | KK Cibona Zagreb       |       |       |       | 72-66 | 82-81 | 85-58 |
| 3    | Estudiantes Argentaria | 25  | 16 | 9  | 7  | 1309 | 1284 | 25   |  | Estudiantes Argentaria |       |       |       | 68-70 | 97-63 | 92-70 |
| 4    | Limoges                | 24  | 16 | 8  | 8  | 1226 | 1235 | -9   |  | Limoges                | 81-70 | 85-61 | 91-85 |       |       |       |
| 5    | Ülker SK               | 21  | 16 | 5  | 11 | 1196 | 1243 | -47  |  | Ülker SK               | 73-78 | 73-77 | 78-74 |       |       |       |
| 6    | Panionios Athènes      | 20  | 16 | 4  | 12 | 1162 | 1325 | -163 |  | Panionios Athènes      | 72-88 | 84-76 | 91-95 |       |       |       |

#### Groupe G
| Rang | Équipe                  | Pts | J  | G  | P  | Pp   | Pc   | Diff |  | Résultats (dom.\ext.)   |       |       |       |       |       |       |
| ---- | ----------------------- | --- | -- | -- | -- | ---- | ---- | ---- |  | ----------------------- | ----- | ----- | ----- | ----- | ----- | ----- |
| 1    | Panathinaïkos           | 29  | 16 | 13 | 3  | 1218 | 1134 | 84   |  | Panathinaïkos           |       |       |       | 90-71 | 75-71 | 71-67 |
| 2    | ASVEL Lyon-Villeurbanne | 28  | 16 | 12 | 4  | 1225 | 1188 | 37   |  | ASVEL Lyon-Villeurbanne |       |       |       | 83-81 | 67-65 | 82-52 |
| 3    | Smelt Olimpija          | 26  | 16 | 10 | 6  | 1219 | 1119 | 100  |  | Smelt Olimpija          |       |       |       | 67-70 | 96-86 | 80-72 |
| 4    | Caja Sevilla            | 23  | 16 | 7  | 9  | 1203 | 1194 | 9    |  | Caja Sevilla            | 78-87 | 91-68 | 81-76 |       |       |       |
| 5    | EB Pau-Orthez           | 22  | 16 | 6  | 10 | 1240 | 1251 | -11  |  | EB Pau-Orthez           | 66-78 | 95-97 | 77-71 |       |       |       |
| 6    | Dynamo Moscou           | 19  | 16 | 3  | 13 | 1140 | 1310 | -170 |  | Dynamo Moscou           | 88-81 | 86-90 | 64-76 |       |       |       |

#### Groupe H
| Rang | Équipe                   | Pts | J  | G  | P  | Pp   | Pc   | Diff |  | Résultats (dom.\ext.)    |       |       |        |       |       |        |
| ---- | ------------------------ | --- | -- | -- | -- | ---- | ---- | ---- |  | ------------------------ | ----- | ----- | ------ | ----- | ----- | ------ |
| 1    | Efes Pilsen              | 28  | 16 | 12 | 4  | 1250 | 1156 | 94   |  | Efes Pilsen              |       |       | 96-70  |       | 74-64 | 91-68  |
| 2    | KK Partizan Belgrade     | 25  | 16 | 9  | 7  | 1257 | 1228 | 29   |  | KK Partizan Belgrade     |       |       | 91-87  |       | 71-82 | 89-76  |
| 3    | FC Barcelone             | 24  | 16 | 8  | 8  | 1244 | 1225 | 19   |  | FC Barcelone             | 69-67 | 75-73 |        | 73-72 |       |        |
| 4    | Kinder Bologne           | 23  | 16 | 7  | 9  | 1274 | 1259 | 15   |  | Kinder Bologne           |       |       | 92-103 |       | 73-57 | 90-100 |
| 5    | Croatia Osiguranje Split | 23  | 16 | 7  | 9  | 1055 | 1124 | -69  |  | Croatia Osiguranje Split | 78-56 | 76-75 |        | 68-70 |       |        |
| 6    | Bayer 04 Leverkusen      | 18  | 16 | 2  | 14 | 1175 | 1312 | -137 |  | Bayer 04 Leverkusen      | 72-73 | 70-81 |        | 85-79 |       |        |

### Playoffs
Les huitièmes de finale se disputent les 6, 11 et 13 mars 1997.

#### Huitièmes de finale
| Équipe                  | Score | Équipe             | 1re manche | 2e manche | 3e manche |
| ----------------------- | ----- | ------------------ | ---------- | --------- | --------- |
| Cibona Zagreb           | 1 - 2 | Union Olimpija     | 61 - 58    | 66 - 69   | 61 - 62   |
| Olimpia Milan           | 2 - 1 | Virtus Bologne     | 67 - 59    | 76 - 83   | 78 - 76   |
| KK Partizan Belgrade    | 1 - 2 | Olympiakós         | 71 - 81    | 61 - 60   | 69 - 74   |
| Panathinaïkos           | 2 - 0 | Limoges            | 68 - 67    | 70 - 55   | -         |
| ALBA Berlin             | 0 - 2 | FC Barcelone       | 77 - 95    | 62 - 72   | -         |
| Fortitudo Bologne       | 2 - 0 | Caja Séville       | 73 - 70    | 79 - 75   | -         |
| ASVEL Lyon-Villeurbanne | 2 - 1 | Estudiantes Madrid | 97 - 74    | 77 - 79   | 75 - 71   |
| Efes Pilsen             | 2 - 1 | Maccabi Tel-Aviv   | 76 - 67    | 65 - 78   | 84 - 69   |

#### Quarts de finale
Les quarts de finale se disputent les 27 mars, 1er et 3 avril 1997.
| Équipe            | Score | Équipe                  | 1re manche | 2e manche | 3e manche |
| ----------------- | ----- | ----------------------- | ---------- | --------- | --------- |
| Olimpia Milan     | 1 - 2 | Union Olimpija          | 94 - 90    | 69 - 73   | 61 - 77   |
| Fortitudo Bologna | 1 - 2 | FC Barcelone            | 70 - 65    | 73 - 75   | 62 - 87   |
| Efes Pilsen       | 1 - 2 | ASVEL Lyon-Villeurbanne | 87 - 71    | 70 - 80   | 57 - 62   |
| Panathinaïkos     | 0 - 2 | Olympiakós              | 49 - 69    | 57 - 65   | -         |

#### Final Four
|  | Demi-finales            | Demi-finales |            |    | Finale   | Finale   |
|  | Demi-finales            | Demi-finales |            |    | Finale   | Finale   |
|  |                         |              |            |    |          |          |
|  | 22 avril                | 22 avril     |            |    | 24 avril | 24 avril |
|  | 22 avril                | 22 avril     |            |    | 24 avril | 24 avril |
|  | Union Olimpija          | 65           |            |    | 24 avril | 24 avril |
|  | Union Olimpija          | 65           |            |    | 24 avril | 24 avril |
|  | Olympiakós              | 74           |            |    | 24 avril | 24 avril |
|  | Olympiakós              | 74           | Olympiakós | 73 |          |          |
|  | 22 avril                |              | Olympiakós | 73 |          |          |
|  |                         | FC Barcelone | 58         |    |          |          |
|  | FC Barcelone            | FC Barcelone | 58         | 77 |          |          |
|  | FC Barcelone            |              |            | 77 |          |          |
|  | ASVEL Lyon-Villeurbanne | 70           |            |    |          |          |
|  | ASVEL Lyon-Villeurbanne | 70           | 3e place   |    |          |          |
|  |                         |              |            |    |          |          |
|  | 24 avril                |              |            |    |          |          |
|  |                         |              |            |    |          |          |
|  | Union Olimpija          | 86           |            |    |          |          |
|  | Union Olimpija          | 86           |            |    |          |          |
|  | ASVEL Lyon-Villeurbanne | 79           |            |    |          |          |
|  | ASVEL Lyon-Villeurbanne | 79           |            |    |          |          |

## Équipe victorieuse
Joueurs : 
- N°4    Efthýmis Bakatsiás ( Grèce)
- N°5    Giórgos Sigálas ( Grèce)
- N°7    Dimítrios Papanikoláou ( Grèce)
- N°8    Násos Galakterós ( Grèce)
- N°9    Franko Nakić ( Grèce)
- N°10   Panayiótis Fasoúlas ( Grèce)
- N°11   Milan Tomić ( Yougoslavie)
- N°12   Dragan Tarlać ( Yougoslavie)
- N°13   Christian Welp ( Allemagne)
- N°14   Alekseï Savrassenko ( Russie)
- N°15   David Rivers ( États-Unis)
- Anatoly Zourpenko ( Russie)

Entraîneur :  Dušan Ivković ( Yougoslavie)

## Récompenses individuelles
- MVP du Final Four :  David Rivers (Olympiakós)
- 5 majeur du Final Four :

 David Rivers (Olympiakós)
 Dimítrios Papanikoláou (Olympiakós)
 Brian Howard (ASVEL Lyon-Villeurbanne)
 Andrés Jiménez (FC Barcelone)
 Dragan Tarlać (Olympiakós)

## Statistiques individuelles

### Points
| Rang | Joueur         | Équipe             | Matchs | Points | Moyenne |
| ---- | -------------- | ------------------ | ------ | ------ | ------- |
| 1.   | Carlton Myers  | Teamsystem Bologne | 19     | 436    | 22,9    |
| 2.   | Arijan Komazec | Kinder Bologne     | 16     | 351    | 21,9    |
| 3.   | Petar Naumoski | Efes Pilsen        | 22     | 453    | 20,6    |

### Rebonds
| Rang | Joueur       | Équipe              | Matchs | Rebonds | Moyenne |
| ---- | ------------ | ------------------- | ------ | ------- | ------- |
| 1.   | Warren Kidd  | Stefanel Milan      | 22     | 233     | 10,6    |
| 2.   | Vitaly Nosov | Dynamo Moscou       | 16     | 162     | 10,1    |
| 3.   | Hansi Gnad   | Bayer 04 Leverkusen | 16     | 147     | 9,2     |

### Passes décisives
| Rang | Joueur           | Équipe                  | Matchs | Passes décisives | Moyenne |
| ---- | ---------------- | ----------------------- | ------ | ---------------- | ------- |
| 1.   | Michael Anderson | Caja Séville            | 17     | 104              | 6,1     |
| 2.   | Delaney Rudd     | ASVEL Lyon-Villeurbanne | 24     | 138              | 5,8     |
| 3.   | Petar Naumoski   | Efes Pilsen             | 22     | 98               | 5,8     |

### Autres statistiques
| Catégorie              | Joueur           | Équipe         | Matchs | Moyenne |
| ---------------------- | ---------------- | -------------- | ------ | ------- |
| Interceptions          | Michael Anderson | Caja Séville   | 17     | 2,7     |
| Balles perdues         | Michael Anderson | Caja Séville   | 17     | 4,6     |
| Minutes                | Petar Naumoski   | Efes Pilsen    | 22     | 39,0    |
| Pourcentage aux tirs   | Slaven Rimac     | Cibona         | 19     | 93,3%   |
| Pourcentage à 2-points | Arijan Komazec   | Kinder Bologne | 16     | 67,1%   |
| Pourcentage à 3-points | Miroslav Berić   | Partizan       | 19     | 47,9%   |

### Meilleures performances individuelles
| Catégorie | Joueur           | Équipe                  | Statistique | Adversaire                             |
| --------- | ---------------- | ----------------------- | ----------- | -------------------------------------- |
| Points    | Tony Dawson      | Bayer 04 Leverkusen     | 43          | Kinder Bologne (15 jan. 1997)          |
| Rebonds   | Warren Kidd      | Stefanel Milan          | 21          | Olympiakós (16 jan. 1997)              |
| Assists   | Delaney Rudd     | ASVEL Lyon-Villeurbanne | 12          | Bayer 04 Leverkusen (7 nov. 1996)      |
| Assists   | Michael Anderson | Caja Séville            | 12          | Dynamo Moscow (10 oct. 1996)           |
| Assists   | Michael Anderson | Caja Séville            | 12          | ASVEL Lyon-Villeurbanne (19 fév. 1997) |
| Steals    | Jimmy Nebot      | ASVEL Lyon-Villeurbanne | 11          | Efes Pilsen (3 avr. 1997)              |